# Fédération québécoise de la montagne et de l'escalade
Fondée en 1969, la Fédération québécoise de la montagne et de l'escalade (FQME) est un organisme sans but lucratif (OSBL). La FQME est une association de pratiquants, incluant des organismes, intéressés aux activités d'escalade et de plein air en montagne, reconnue et soutenue financièrement par le Gouvernement du Québec, en tant qu'Organisme national de loisir (ONL).

## Historique
La Fédération québécoise de la montagne et de l'escalade (FQME) est créée en 1969.

## Compétitions
La Fédération québécoise de la montagne et de l'escalade (FQME) joue un rôle central dans le développement et la promotion de l'escalade compétitive au Québec. En tant qu'organisme sans but lucratif reconnu par le gouvernement du Québec, la FQME organise le circuit compétitif officiel, connu sous le nom de Coupe Québec, qui comprend les trois disciplines principales de l'escalade sportive : le bloc, la difficulté et la vitesse. 
La FQME assure également la promotion de ces disciplines en organisant des événements rassembleurs pour la communauté et en encadrant des programmes de formation destinés aux athlètes de tous niveaux. Elle sensibilise les amateurs et les professionnels aux bonnes pratiques en matière de sécurité et d'environnement, contribuant ainsi à un environnement compétitif sain et sécuritaire. 
Grâce à son affiliation à des organismes nationaux et internationaux, tels que l'Union internationale des associations d'alpinisme (UIAA) et le Conseil québécois du loisir (CQL), la FQME s'assure que les compétitions qu'elle organise respectent les standards internationaux et offrent aux athlètes québécois des opportunités de se mesurer à l'échelle nationale et internationale. 
En soutenant l'aménagement des sites extérieurs et en promouvant les pratiques sécuritaires, la FQME contribue activement à l'essor de l'escalade compétitive au Québec, offrant aux athlètes un cadre propice à l'excellence et au dépassement de soi.

## Rôles de la FQME
La FQME est soutenue par le Gouvernement du Québec pour organiser et promouvoir les activités suivantes au Québec :
- escalade de roche et intérieure ;
- escalade sur glace ;
- ski de montagne ;
- compétition sportive; la FQME organise la Coupe Québec, un circuit de compétition d'escalade québécois[3] ;
- formations ;
- sécurité et accès aux sites.

### Mission
La mission de la FQME est de développer, pour tous et à tous les niveaux la pratique autonome, sécuritaire et responsable des activités d'escalade et de plein air en montagne, incluant l'escalade de rocher, de glace, de neige et mixte, la via ferrata, le ski de montagne et l’alpinisme, ainsi que la pratique sur structures artificielles d'escalade (SAE), poursuivie dans le cadre de loisir ou de compétition sportive sur le territoire de la province de Québec.

### Clubs
La FQME regroupe des clubs régionaux d'escalade :
- Club de Montagne et d'Escalade de Québec (CMEQ)[4] ;
- Club de Montagne et du Saguenay (CMS)[5] ;
- Club de montagne et d'escalade de Lanaudière(CMEL)[6] ;
- Club d'escalade et de montagne de la Mauricie (CEMM)[7] ;
- Club des Montagnards Laurentiens (CML)[8] ;
- Les Grimpeurs de l'Est[9] ;
- Club d'Escalade de la Région des Cantons de L'Est (CERCLE)[10] ;
- Club d'escalade Le Rappel du Nord[11] ;
- Plein air Ungava ;
- Club d'escalade et de montagne des Appalaches (CEMA) ;
- Le Bloc de l'Est ;
- Club de montagne des Hautes-Laurentides (CMHL).

### Réseau accès montagne
La FQME permet l'accès et la sécurité sur plus de 100 sites d'escalade sur rocher ou sur glace ainsi que 16 sites de ski de montagne.
Sites d'escalade fédérés :
- Dalquier, Saint-Félix-de-Dalquier ;
- montagne Thiboutôt, La Pocatière ;
- montagne du Collège, La Pocatière ;
- chute Neigette, Saint-Anaclet-de-Lessard ;
- parc Beauséjour, Rimouski ;
- Sainte-Paule, Sainte-Paule ;
- Mont-Carmel, Mont-Carmel ;
- montagne à Coton, Saint-Pascal ;
- parc des Chutes, Rivière-du-Loup ;
- montagne à Gamache, Saint-Cyprien ;
- parc Beauséjour, Rimouski ;
- forêt ancienne du mont Wright, Stoneham-et-Tewkesbury ;
- lac Long, Saint-Alban ;
- Pylône, Québec ;
- Gros Bonnet, Zec Batiscan-Neilson ;
- Grand Morne, Sainte-Clotilde-de-Beauce ;
- Saint-Léon, Saint-Léon-de-Standon ;
- baie des tous nus, Port-Cartier ;
- parc Harnold F. Baldwin, Coaticook ;
- lac Larouche, Saint-Denis-de-Brampton ;
- mont Saint-Joseph, Carleton-sur-mer ;
- baie au Chêne, Pointe-à-la-croix ;
- La Gueule de requin, Mont-Saint-Pierre ;
- Les Cavaliers du vent, Anse-Pleureuse ;
- parc de la Forêt Ouareau, Notre-Dame-de-la-Merci ;
- Aux 4 sommets, Sainte-Émélie-de-l'Énergie ;
- Saint-Alphonse-de-Rodriguez ;
- lac du Cap ;
- Proximus ;
- Sérénité ;
- montagne du Tranchant, Saint-Côme ;
- centre-ville, Saint-Côme ;
- lac Sylvère, Saint-Donat ;
- réserve naturelle Alfred-Kelly, Shawbridge ;
- Julien Lebedan, Lac-Supérieur ;
- mont Larose, Weir ;
- Belle-neige, Val-Morin ;
- mont Baldy, Sainte-Adèle ;
- Kanata-Tremblant, Saint-Rémi-d'Amherst ;
- Poisson Blanc, parc régional du Poisson-Blanc ;
- Paroi des Lutins, Chute-Saint-Philippe ;
- parc de l'Île-Melville, Shawinigan ;
- parc récréoforestier, Saint-Mathieu ;
- site d'escalade de Trois-Rives, Trois-Rives ;
- parc Jean Drapeau, île Sainte-Hélène, Montréal ;
- mont Bédard, Chibougamau ;
- Bowman, Bowman ;
- Monts et Merveille, Chicoutimi ;
- Croix Saint-Anne, Chicoutimi ;
- mont Fortin, Jonquière ;
- cap à l'Aigle, Jonquière ;
- dalle Egen, Chicoutimi.

Sites d'escalade associés :
- parc régional Val-David-Val-Morin, Val-David ;
- SEBKA, Saint-André-de-Kamouraska ;
- Montagne d'Argent, La Conception ;
- Palissades de Charlevoix, Saint-Siméon ;
- parc national du Mont-Orford ;
- parc national des Grands-Jardins ;
- parc national du Saguenay ;
- parc national des Monts Valin ;
- parc national des Hautes-Gorges-de-la-Rivière-Malbaie ;
- parc national de la Gaspésie.

### Quelques chiffres
La FQME, c'est :
- accès à plus de 100 sites d'escalade ;
- accès à 16 sites de ski de montagne ;
- plus de 9 000 membres ;
- 13 clubs ;
- 5 commissions ;
- 30 brevets de formation ;
- 300 compétiteurs ;
- 15 évènements sportifs par an.